# Bela Palfi
Béla Pálfi (16 de fevereiro de 1923 - 9 de setembro de 1995) foi um futebolista iugoslavo de origem húngara. Ele competiu na Copa do Mundo FIFA de 1950, sediada no Brasil, na qual a seleção de seu país terminou na quinta colocação dentre os treze participantes.

## Carreira
Franjo Šoštarić fez parte do elenco medalha de prata, nos Jogos Olímpicos de 1948.

## Ligações Externas
- Perfil olímpico